# Työlki ellää
Työlki ellää är en finsk sång komponerad av Timo Kiiskinen.
Låttiteln är dock lätt dialektal (titeln på standardfinska är "Työlläkin elää"). En översättning är Visst lever man även av arbete.
Finalen i Finlands uttagning till Eurovisionsschlagerfinalen hölls den 30 januari i Tammerfors och gruppen Kuunkuiskaajat gick med denna låt segrande ur tävlingen.

## Artisterna
Gruppen Kuunkuiskaajat består av Johanna Virtanen och Susan Aho. De två sångerskorna utgör även en del i gruppen Värttinä. Bidraget representerade Finland i Eurovision Song Contest 2010 års första semifinal, men tog sig inte vidare till finalen. De tävlade i semifinal 1 och missade finalen med endast 3 poäng. 